# Pareudiplogaster pararmatus
Pareudiplogaster pararmatus is een rondwormensoort uit de familie van de Neodiplogasteridae. De wetenschappelijke naam van de soort is voor het eerst geldig gepubliceerd in 1938 door Schneider.